# Otar Kakabadze
Otar Kakabadze (Tbilisi, Georgia, 27 de junio de 1995) es un futbolista georgiano que juega como defensa en el K. S. Cracovia de la Ekstraklasa.

## Trayectoria
Se formó en el Dinamo Tbilisi con el que jugó la temporada 2015-16 y fue campeón de la Umaglesi Liga, jugando un total de 17 partidos y anotando un gol.
En 2016 firmó por el Nàstic para las tres próximas temporadas, para reencontrarse en el equipo con su compatriota Aburjania.
En enero de 2017 abandonó el Gimnàstic (6 partidos, 3 como titular, en Segunda A) para incorporarse a préstamo hasta el final de la temporada al Esbjerg fB, que luchaba por la permanencia en la máxima división del fútbol danés. En agosto de 2018 se desvinculó definitivamente del conjunto tarraconense y se marchó al F. C. Lucerna.
En septiembre de 2020 se hizo oficial su regreso a España para jugar en el C. D. Tenerife. Allí estuvo un año y en junio de 2021 firmó por el K. S. Cracovia.

## Selección nacional
Es internacional absoluto con Georgia.

### Participaciones en Eurocopas
| Copa          | Sede     | Resultado        | Partidos | Goles |
| ------------- | -------- | ---------------- | -------- | ----- |
| Eurocopa 2024 | Alemania | Octavos de final | 4        | 0     |

## Clubes
| Club                        | País      | Año       |
| --------------------------- | --------- | --------- |
| Dinamo Tbilisi              | Georgia   | 2014-2016 |
| Club Gimnàstic de Tarragona | España    | 2016-2018 |
| Esbjerg fB (cedido)         | Dinamarca | 2017      |
| F. C. Lucerna               | Suiza     | 2018-2020 |
| C. D. Tenerife              | España    | 2020-2021 |
| K. S. Cracovia              | Polonia   | 2021-     |